# Чжэцзян Голден Буллз
«Чжэцзян Голден Буллз» (кит. упр. 浙江万马旋风, англ. Zhejiang Golden Bulls) — китайский баскетбольный клуб, выступающий в Южном дивизионе Китайской баскетбольной ассоциации (КБА). Представляет город Иу, провинция Чжэцзян, КНР. Также назывался «Чжэцзян Ваньма Сайклонс», «Чжэцзян Ваньма», «Чжэцзян Вёрлвиндс» и «Чжэцзян Сайклонс».

## История
Клуб был образован в июле 1995 года и назывался БК «Чжэцзян». В сентябре этого же года команда стала профессиональной — одной из нескольких на тот момент профессиональных команд в китайском баскетболе.

## Известные игроки
- Дин Цзиньхуэй
- Хирам Фуллер
- Чад Аллен
- Джош Мур
- Кевин Бентон
- Джей Ар Смит